# المؤشر الدولي لأسماء النبات
المؤشر الدولي لأسماء النباتات (IPNI) يُعتبر «قاعدة بيانات الأسماء والتفاصيل الببليوغرافية المرتبطة أساسا ببذور النباتات، السراخس والنباتات الذئبية.» من ناحية تغطية أسماء النباتات فهو الأفضل في ترتيب الأنواع والجنس. ويشمل تفاصيل ببليوغرافية أساسية، مرتبطة بالأسماء، وتشمل أهدافها القضاء على الحاجة إلى تكرار المرجع إلى المصادر الأولية للمعلومات الببليوغرافية الأساسية عن أسماء النباتات.
الـ(IPNI) أيضا يحتفظ بقائمة مختصرات أسماء علماء النبات. وهي المختصرات التي أنشأها باول وبراميت (Brummitt & Powell) عام 1992،  ولكن أسماء جديدة واختصارات تضاف باستمرار.

## الوصف
IPNI هو نتاج التعاون بين حدائق النباتات الملكية (كيو) (مؤشر كوينسيس)، معشبة جامعة هارفارد (المؤشر الرمادي للمعشبات)، ومعشبة حدائق أستراليا الوطنية (APNI).
قاعدة بيانات الـIPNIهي عبارة عن مجموعة من الأسماء المسجلة من قبل ثلاثة مؤسسات متعاونة التي تعمل من أجل توحيد المعلومات.
معيار مختصرات أسماء علماء النبات التي أوصى بها القانون العالمي لتسمية الطحالب والفطريات والنباتات وهي مختصرات أسماء علماء النبات باول وبراميت. يضم قائمة مؤلفين واختصارات رقمية مستمرة التحديث والتي يمكن الاطلاع عليها أونلاين في موقع IPNI.
الـIPNI يوفر الأسماء التي ظهرت في منشورات علمية، بهدف توفير فهرس نشر أسماء بدلا من النص على نظام تسمية النبات المقبولة.
موقع لائحة النبابات، مشروع تكميلي تم الكشف عنه في عام 2010، يهدف إلى تحديد أيُّ أسماء التصنيفات قد تعتبر مقبولة.
استخدام الـIPNI مجاني.
يوجد أيضا مشروع مماثل، يسجل أسماء من الفطريات، وهو مشروع فهرس فونغوروم.

## وصلات خارجية
- الموقع الرسمي من IPNI
- اسم النباتات البحث – IPNI البحث عن أسماء النباتات
- المؤلفين البحث – IPNI البحث عن أسماء المؤلفين والاختصارات القياسية